# Synarmostes tibialis
Synarmostes tibialis is een keversoort uit de familie Hybosoridae. De wetenschappelijke naam van de soort is voor het eerst geldig gepubliceerd in 1832 door Klug.